# Aeolagrion axine
Aeolagrion axine là loài chuồn chuồn trong họ Coenagrionidae. Loài này được Dunkle mô tả khoa học đầu tiên năm 1991.